# نبرد چانگشا (۱۹۳۹)
نبرد چانگشا (از ۱۷ سپتامبر ۱۹۳۹ تا ۶ اکتبر ۱۹۳۹) نخستین تلاش ژاپن برای گرفتن چانگشا، پایتخت استانی هونان در جریان جنگ دوم چین و ژاپن بود. این نبرد در محدودهٔ زمانی جنگ جهانی دوم جای گرفت.
یکی از دلایلی که ژاپن اصرار به یورش به چانگشا داشت، امضای پیمان مولوتوف–ریبنتروپ میان همپیمانش، آلمان با دشمنش شوروی و شکست آنها از شوروی در نبرد خالخین گل بود. آنها چنین می‌اندیشیدند که با یورش به چین می‌توانند روحیهٔ خود را ترمیم کنند.

## شرح نبرد
نیروهای ارتش امپراتوری ژاپن که اخیراً مکان‌های استراتژیک مهمی را در استان جیانگشی تصرف کردند، حملات خود را به چانگشا به طور جدی در 17 سپتامبر آغاز کردند. لشکر 101 ژاپن و لشکر 106 شروع به حرکت به سمت غرب به سمت چانگشا در استان هنان کردند. در همین حال، لشکر سوم ، لشکر ششم، لشکر سیزدهم (به فرماندهی ژنرال تاناکا شیزوایچی) و لشکر سی و سوم به شمال استان هونان حمله کردند تا فشار بیشتری بر چانگشا وارد کنند. با این حال، ژاپنی ها بیش از حد به سمت غرب کشیده شدند و توسط نیروهای چینی از جنوب و شمال مورد حمله قرار گرفتند و مجبور به عقب نشینی به سمت شرق کردند.
در 19 سپتامبر، نیروهای ژاپنی اقدام به حمله به مواضع دفاعی چین در امتداد رودخانه یانگ تسه کیانگ با گاز سمی در مقیاس وسیع کردند نبردهای سنگین پس از آن ادامه یافت و چینی ها به منظور حواس پرتی ژاپنی ها به سمت جنوب عقب نشینی کردند در حالی که گردان های پشتیبانی برای محاصره گازانبری به شرق و غرب رسیدند. در 29 سپتامبر، نیروهای پیشتاز لشکر 6 ژاپن به حومه چانگشا رسیدند. با این حال، به دلیل تلفات سنگینی که متحمل شده بودند،(بیش از 40000 نفر)، و همچنین احتمال قطع خطوط تدارکات، نیروهای ژاپنی مجبور به عقب نشینی شدند. فرمانده یو ژو در تعقیب ژاپنی‌هایی که در حال عقب نشینی بودند، دستور یک ضدحمله عمومی را در 3 اکتبر صادر کرد.
در 5 اکتبر، سربازان چینی یک هواپیمای ژاپنی تحت فرماندهی ژنرال اوکامورا یاسوجی را سرنگون کردند،و در 6 اکتبر، رسماً تمام نیروهای ژاپنی در چانگشا نابود شدند. دو روز بعد، باقیمانده های ارتش ژاپن به سمت شمال گریختند.
در 10 اکتبر، نیروهای چینی به طور کامل قلمروهای سابق خود را در شمال استان هونان، جنوب استان هوبی و شمال استان جیانگشی بازپس گرفتند.

## نتیجه
چانگشا نخستین شهر بزرگ چین بود که توانست با موفقیت نیروهای ژاپنی را بیرون براند و مانع از آن شد که ژاپن در جنوب چین نفوذ کند.